# Wringinsongo
Wringinsongo is een bestuurslaag in het regentschap Malang van de provincie Oost-Java, Indonesië. Wringinsongo telt 2610 inwoners (volkstelling 2010).